# سيمولايس

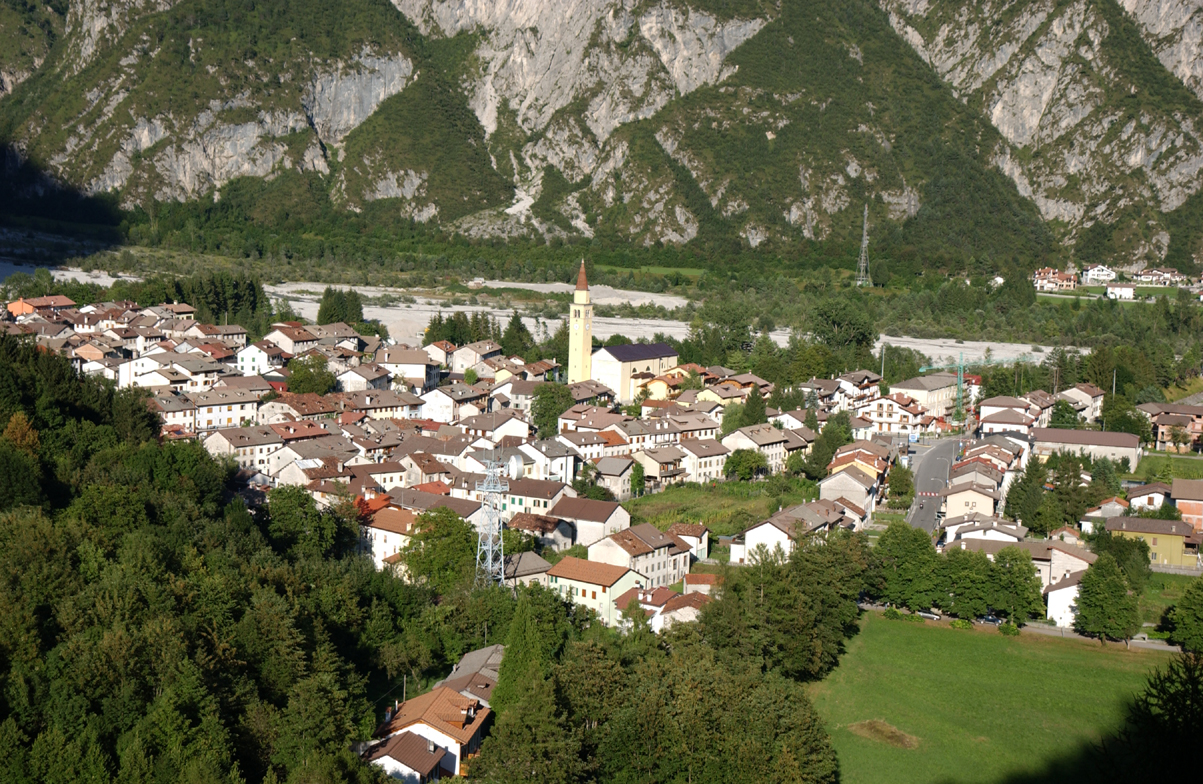
بلدة سيمولايس

سيمولايس (البندقية المحلية) وهي كوموني (بلدية) في مقاطعة بوردينوني في منطقة فريولي فينيتسيا جوليا الإيطالية، وتقع على بعد حوالي 130 كيلومتر (81 ميل) شمال غرب ترييستي وحوالي 40 كيلومتر (25 ميل) شمال غرب بوردينوني.

## روابط خارجية
- الموقع الرسمي